# 分水镇 (重庆市)
分水镇，是中华人民共和国重庆市万州区下辖的一个乡镇级行政单位。

## 行政区划
分水镇下辖以下地区：
枣园场社区、大兴场社区、分水岭社区、张家嘴社区、三正埠社区、黄泥场社区、三元场社区、王场社区、石碾村、大地村、五马村、新石村、竹山村、川兴村、三正村、双红村、辣子村、茶坪村、王兴村、双城村、枣园村、三角凼村、红豆村、黄泥凼村、大冲村、花屋村、三元村、培文村、郎家村、八角村、红古村、龚家湾村和大兴村。